# Ibrahim Bayesh
Ibrahim Bayesh (Bagdad, 1 de mayo de 2000) es un futbolista iraquí que juega en la demarcación de centrocampista para el Al-Riyadh de la Liga Profesional Saudí.

## Selección nacional
Hizo su debut con la selección de fútbol de Irak el 17 de diciembre de 2017 en un encuentro amistoso contra Emiratos Árabes Unidos que finalizó con un resultado de 1-0 tras el gol de Ahmed Malallah.

## Clubes
| Club              | País           | Año       | Partidos | Goles |
| ----------------- | -------------- | --------- | -------- | ----- |
| Al-Sinaa SC       | Irak           | 2014-2016 |          | 1     |
| Zakho SC          | Irak           | 2016-2017 | 2+       | 2     |
| Naft Al-Wasat SC  | Irak           | 2017      | 1+       | 1     |
| Al-Zawraa SC      | Irak           | 2017-2018 | 7+       | 5     |
| Al-Quwa Al-Jawiya | Irak           | 2018-2024 | 36+      | 17    |
| Al-Riyadh         | Arabia Saudita | 2024-     | 33       | 5     |